# Proceratiinae
Proceratiinae este o subfamilie de furnici din grupul subfamiliilor poneromorfe, cu trei genuri, dintre care majoritatea sunt tropicale sau subtropicale, deși distribuția globală este la nivel mondial.

## Identificare
Furnicile sunt relativ de la mici până la mijlocii în mărime, cu colonii care conțin în general mai puțin de 100 de indivizi. Ele sunt similare cu Ponerinae, cu excepția suturei promesonotalului care este topită și lobii frontali sunt ridicați (mai degrabă decât transversali) și frecvent reduși. În plus, prizele antenelor sunt expuse pentru o vedere frontală completă a capului, iar la majoritatea speciilor, spinarea (segmentul 4) este mult mărită și boltită, cu sternita abdominală (segmentul 4) fiind redusă corespunzător în dimensiune.

## Sistematică
Subfamilia a fost creată în 2003, când Barry Bolton a împărțit subfamilia Ponerinae în șase subfamilii. Proceratiinae este împărțită în continuare în triburile Proceratiini și Probolomyrmecini, și conține trei genuri existente și un gen dispărut.
- Proceratiinae Emery, 1895
  - Proceratiini Emery, 1895
    - Discothyrea Roger, 1863
    - Proceratium Roger, 1863
    - †Bradoponera Mayr, 1868

  - Probolomyrmecini Perrault, 2000
    - Probolomyrmex Mayr, 1901